# Mối thù Pháp – Đức
Mối thù Pháp – Đức (tiếng Đức: Deutsch–französische Erbfeindschaft; tiếng Pháp: Rivalité franco-allemande) có mầm mống từ thời trung cổ khi hoàng đế Charlemagne của Đế quốc Frank (cũng là người khai quốc của cả Đức lẫn Pháp) phân chia quốc gia cho 2 người con trai của ông thành hai Vương quốc Đông Frank (tức nước Đức cổ) và Tây Frank (tức nước Pháp cổ), dân tộc Frank cũng bị phân chia thành dân tộc Đức và dân tộc Pháp. Tuy nhiên, mối thù Đức - Pháp thời cận đại có lẽ đã khởi nguồn từ cuộc xâm lược nước Pháp Cách mạng của liên quân Áo - Phổ vào năm 1793, cuộc xâm lược Áo và Phổ của Pháp trong các năm 1805 - 1813 và cuộc tấn công Pháp của liên quân Áo - Phổ trong các năm 1814 - 1815. Mặc dù vậy, chính ảnh hưởng to lớn của tinh thần dân tộc của cuộc Cách mạng Pháp đã thôi thúc sự căm hờn đối với Pháp của người Đức sau thất bại của Napoléon vào năm 1815. Sau đó, trong 69 năm - bằng một đời người, hai nước đã đương đầu với nhau ba lần. Lần thứ nhất là vào năm 1870, lần thứ hai vào năm 1914 và lần thứ ba vào năm 1939. Thất bại của Pháp trong cuộc Chiến tranh Pháp-Đức các năm 1870 – 1871 là một đòn giáng nặng nề đối với sức mạnh quân sự vô song của nước này, đồng thời gia tăng mâu thuẫn gay gắt giữa Pháp và Đức, tiếp lửa cho cuộc Chiến tranh thế giới thứ nhất bùng nổ vào năm 1914. Mặc dù Pháp cận kề thất bại khi Chiến tranh thế giới thứ nhất bùng nổ năm 1914, Pháp với sự hỗ trợ của các đồng minh của mình cuối cùng đã giành chiến thắng với cái giá cực kỳ đắt. Sau đó, Pháp đã theo đuổi một chính sách khắc nghiệt đối với Đức mà một số người cho rằng chính sách này đã góp phần tạo điều kiện cho Hitler lên cầm quyền. Sự kiện này đã dẫn đến cuộc tấn công Pháp năm 1940 thời Chiến tranh thế giới thứ hai, trong đó Đức đánh bại và chiếm đóng Pháp. Mặc dù chiến tranh kết thúc với sự thất trận của Đức vào năm 1945, các lực lượng Pháp chỉ đóng một vai trò nhỏ trong chiến thắng của phe Đồng Minh. Các cuộc chiến tranh giữa Pháp và Đức đã gây hậu quả nghiêm trọng đến châu Âu. Cuối cùng, sau Chiến tranh thế giới thứ hai, hai nước bắt đầu hòa giải để kết thúc mối thù lâu đời này.
|   | Tên                           | Thời điểm   | Kết quả                                              |
| - | ----------------------------- | ----------- | ---------------------------------------------------- |
| 1 | Chiến tranh Pháp-Đức          | 1870 – 1871 | Đức giành thắng lợi quyết định                       |
| 2 | Chiến tranh thế giới thứ nhất | 1914 – 1918 | Pháp giành chiến thắng kiểu Pyrros                   |
| 3 | Chiến tranh thế giới thứ hai  | 1939 – 1945 | 1940: Đức đánh bại Pháp 1945: Đức đầu hàng Đồng Minh |

## Khởi thủy
Một loạt những mối thù giữa các quốc gia châu Âu, đặc biệt là giữa Đức và Pháp có mầm mống từ đầu thời kỳ Trung Cổ. Khi đó, Hoàng đế Karl I, tức Karl Đại Đế, ngự trị trên Đế quốc Frank rộng lớn bao trùm cả nước Đức và Pháp ngày nay. Do đó, Karl Đại Đế được xem là vị Hoàng đế khai quốc của cả Đức lẫn Pháp. Vào năm 813, ít lâu trước khi mất, ông chọn con mình là Ludwig Mộ đạo làm đồng Hoàng đế với ông. Vào năm 814 thì Ludwig đích thân chấp chính sau khi phụ hoàng mất. Vị tân Hoàng đế có vài hoàng nam trong số đó Ludwig và Charles là anh em khác mẹ. Dưới triều ông, Frank gặp phải rắc rối do kế hoạch do ông vạch ra về quyền thừa kế của các con ông. Cuối cùng sau khi ông mất vào năm 840 thì Ludwig và Charles đánh lẫn nhau để tranh giành ngôi báu. Cuối cùng, các bên ký kết Hiệp định Verdun vào năm 843 theo đó Đế quốc bị chia cắt: Các nhà sử học cho rằng Hiệp định này chính là thời điểm cả hai nước Đức và Pháp ra đời. Vương quốc Đông Frank, là nước Đức thời Trung Cổ, rơi vào tay của vua Ludwig II (Ludwig Đức). Trong khi ấy, vua Charles II le Chauve thì nhận lấy Vương quốc Tây Frank. Cũng từ đây, mối thù Pháp-Đức ra đời và kéo dài trong hàng thế kỷ.
Vua Đông Frank là Otto Đại Đế lên làm Hoàng đế, lập nên Đế quốc La Mã Thần thánh vào năm 962. Sự ra đời của Đế quốc này đã gây khó khăn cho các vua Tây Frank: vốn đã mở rộng lãnh thổ đến vùng Hạ sông Rhine và sông Seine, họ phải liên tục chiến đấu bảo vệ quyền lợi trước hàng loạt các vị Hoàng đế La Mã Thần thánh ở phía Đông. Trong các năm 1203 - 1204, vua Pháp là Philippe II Auguste hung hãn xâm lược lãnh thổ của Vương triều Plantagenet (Anh Quốc) ở Normandie và Anjou. Vua Anh là John phải thân chinh điều động binh mã đánh Pháp, và được Hoàng đế La Mã Thần thánh là Otto IV hỗ trợ. Vào năm 1214, Otto IV cùng với các Bá tước xứ Flanders và Boulogne đã tiến công, buộc vua Pháp phải điều quân về hướng Đông Bắc, trong khi Hoàng tử Pháp thì đem quân vào đánh vua Anh tại La Rochelle. Vài tuần sau, Otto IV dẫn đại quân, trong số đó có một đạo quân Anh do Bá tước xứ Salisbury chỉ huy đánh Bouvines (gần Lille), buộc Philippe II dàn quân chống trả, vài một Chủ Nhật. Trận đánh trở nên vô cùng khốc liệt như mà vẫn cứ bế tắc. Song, cuối cùng thì quân Pháp đại thắng, Otto IV phải bỏ chạy, trong khi các Bá tước Salisbury, Flanders và Boulogne bị bắt sống. Đây là chiến thắng to lớn của Pháp trước người Đức và Anh.

## Chiến tranh Pháp - Đức lần thứ nhất (1870 - 1871)

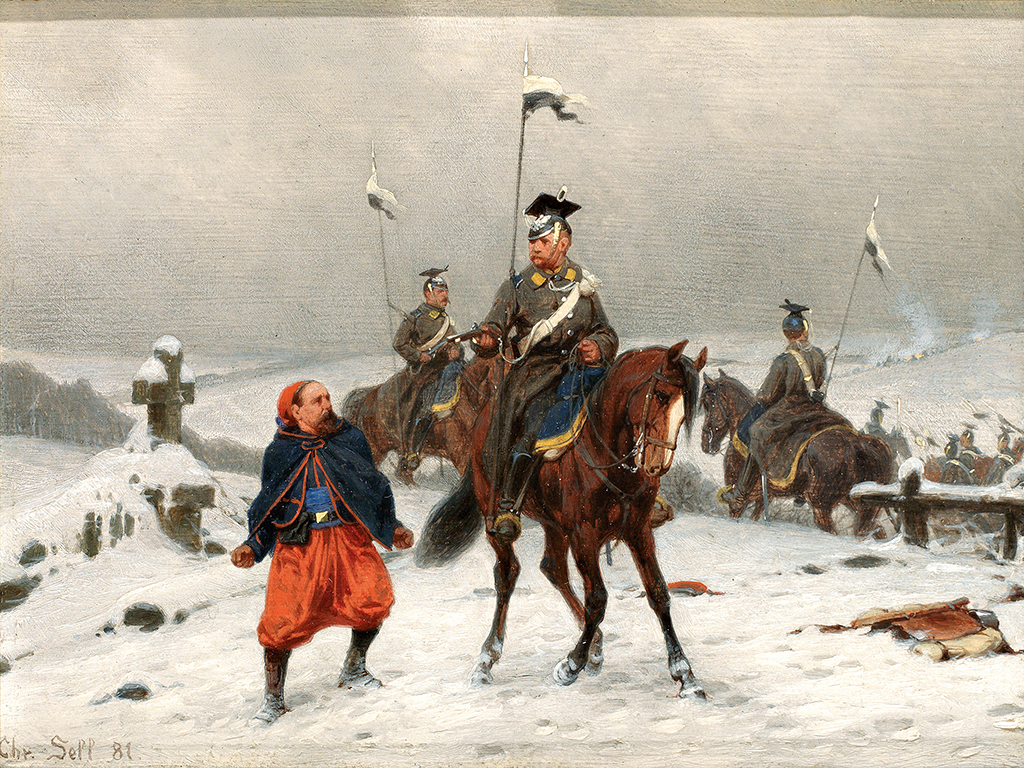
Kỵ binh Phổ bắt giữ một lính zouave của Pháp trong cuộc chiến 1870-1871.

Ba cuộc chiến tranh này có lẽ là hậu quả của chính sách của Hoàng đế Napoléon III nước Pháp, người đã tuyên chiến với Vương quốc Phổ vào năm 1870 và cùng năm đó thì đầu hàng quân Phổ trong trận đánh quyết định tại Sedan. Napoléon III bị bắt sống, phải chấp nhận những điều khoản thậm tệ và nền Đệ Tam Cộng hòa Pháp ra đời. Với đại thắng vang lừng này, từ một cuộc chiến tự vệ chống chủ nghĩa bá quyền của Pháp nước Phổ chủ động tấn công vào Pháp. Tuy quân Pháp kháng cự quyết liệt, quân Phổ tiến hành vây hãm Paris, khiến cho Pháp phải chấp nhận thất bại ê chề. Pháp mất hai vùng Grand Est và Lorraine, và chịu tổn hại nghiêm trọng đến sức mạnh quân sự vô song của họ. Đây là chiến thắng vang dội của nhà chính trị Phổ Otto von Bismarck, người đã hoàn thành công cuộc nhất thống nước Đức vào năm 1871. Về mặt tăng trưởng dân số, Pháp thua xa Đức, trong khi nền kinh tế Đức ngày càng phát triển mạnh mẽ với tốc độ nhanh chóng.

## Chiến tranh Pháp - Đức lần thứ hai (1914 - 1918)
Trong thời bấy giờ, nước Đức coi Pháp là "kẻ thù truyền kiếp". Trong suốt những thập kỷ sau chiến bại, nỗi lo sợ về Đế chế Đức cường thịnh láng giềng đã khiến Pháp luôn luôn hạ gục uy lực của Đức. Trong khi Pháp liên minh với Đế quốc Nga vào năm 1894, vào năm 1905 Chính phủ Đức đề xướng chính sách Welpolitik ("Chính trị thế giới"), theo đó Đế chế Đức sẽ lấn át Anh Quốc và rồi buộc Pháp phải thần phục. Bản thân Hoàng đế Wilhelm II cũng có ý định sáp nhập Pháp vào Đế chế Đức. Năm ấy, Đức cũng gây nên mối hiểm nguy mới với Pháp khi họ ép buộc Bộ trưởng Bộ Ngoại giao Pháp là Théophile Delcassé phải từ chức. Khi cuộc Chiến tranh thế giới lần thứ nhất bùng nổ, quân Đức tràn qua Bỉ và tiến vào miền Bắc nước Pháp vào tháng 8 năm 1914.